# Institución Atlética Sud América
Institución Atlética Sud América, kurz Sud América (Spitznamen: Buzones, Naranjitas), ist ein Fußballverein aus Montevideo in Uruguay. Er spielt in der Saison 2014/15 in der höchsten uruguayischen Spielklasse, der Primera División.
Der Sitz des in den Medien häufig auch als IASA bezeichneten Vereins befindet sich in der Domingo Aramburú 1634 bis 1636. Seine Heimspiele trägt der Klub mit den Vereinsfarben orange-schwarz, dessen Anhängerschaft sich schwerpunktmäßig aus den montevideanischen Barrios Villa Muñoz und Reus rekrutiert, im 6.000 Zuschauer fassenden Parque Carlos Angel Fossa aus. Der Spitzname Buzones (zu dt.: Briefkästen) rührt von den insoweit ähnlichen Vereinsfarben her. Gewählter Präsident von Sud América ist bis 2012 José Vicente.

## Geschichte
Der Verein wurde am 15. Februar 1914 gegründet. Die Mannschaft Sud Américas spielte erstmals während der Phase der Spaltung der Organisationsstruktur im uruguayischen Fußball erstklassig. Seinerzeit trat man ab dem Jahr 1923 in der von der FUF ausgerichteten Parallelmeisterschaft an und belegte am Saisonende 1923 den 10. Tabellenplatz und 1924 den 7. Rang. Nach der Wiedervereinigung der Verbände sicherte sich der Klub für die Saison 1927 einen Startplatz in der Primera División. Dieser gehörte man auch in der Folgezeit bis zum ersten Abstieg 1945 an. Im Jahr 1931 unternahm der Verein auf Einladung von Vasco da Gama eine Tournee durch Brasilien. Für diese mit einer am 15. März 1931 ausgetragenen Begegnung gegen eine Carioca-Auswahl begonnene Fußballrundreise, verstärkte sich der Klub mit zahlreichen Spielern anderer Vereine. Der Kader bei dieser unter anderem von Vereinspräsident Leoncio Lucas und Trainer Manuel Cardenez begleiteten Tournee bestand somit aus folgenden Spielern:
Tor: Luis Spósito (Leihspieler von Olimpia), Pedro Casella; Abwehr: Julio Oddo, Rodolfo Areco (Leihspieler von Central), Luis Minoli, Guido Laino (Leihspieler von Capurro); Mittelfeld: Juan C. Corazzo, Oscar Delbono (Leihspieler von den Montevideo Wanderers), Francisco Lema, Norberto Rodríguez (Leihspieler des Liverpool FC), Guillermo Campos, José Pedreira; Angriff: Felipe Longo, Domingo Sevilla, Francisco Arispe (Leihspieler von Nacional), Clotardo Dendi (Leihspieler von Capurro), Mario Portugal, Consuelo Píriz (Leihspieler von Nacional), Luis Matta (Leihspieler von Lito), Luis Scarpinacchi, Arturo De León, Eduardo Ithurbide (Leihspieler von Lito)
Weitere Gegner bei dieser Tournee waren Vasco da Gama, Atlético Mineiro, die Auswahlen von Minera, Santos, Bahiana und Espíritu Santo, Botafogo BA, Bahía, Royal, Ypiranga und Ypiranga (Niterói). Von den 13 absolvierten Partien gewann und verlor man je fünf. Dreimal erreichte man ein Unentschieden.
Als 1932 in Uruguay Profifußballstrukturen eingeführt wurden, gehörte Sud América ebenfalls zu den Erstligateams. In der Spielzeit 1945 stieg die Mannschaft erstmals in die Zweitklassigkeit ab. 1946 debütierte man nach dem Abstieg aus der Primera División am 8. September mit einer 0:1-Heimniederlage gegen Danubio erstmals in der Zweiten Liga Uruguays, wo man in der Vereinsgeschichte seither insgesamt mehr als 37 Spielzeiten verbracht hat. Fünf Jahre später gelang infolge des errungenen Zweitligameistertitels 1951 der erste Aufstieg in die Primera División. Insgesamt gewann der Verein siebenmal (1951, 1954, 1957, 1963, 1975, 1994, 2012/13) die Meisterschaft der Segunda División Profesional de Uruguay. Bis 2009 war man in dieser Hinsicht lange Zeit Rekordhalter gemeinsam mit dem ebenfalls ein halbes Dutzend Mal erfolgreichen Verein River Plate Montevideo. Centro Atlético Fénix verdrängte mit seinen beiden Titelgewinnen 2007 und 2009 die beiden Vereine allerdings zwischenzeitlich von der Spitze dieser Rangliste. International konnte man 1995 als Teilnehmer an der Copa Conmebol mit dem Erreichen der zweiten Runde den bislang größten Vereinserfolg verbuchen.
Am Ende der Spielzeit 2012/13, in der Trainer Alejandro Apud für die Mannschaft verantwortlich war, stieg Sud América nach Gewinn des Zweitliga-Meistertitels und nach 17 Jahre währender Erstliga-Abstinenz wieder in Uruguays höchste Spielklasse auf. Die Entscheidung fiel am letzten Spieltag durch einen 4:0-Sieg über Deportivo Maldonado.
Am 5. März 2014 wurde der Verein von der FIFA-Disziplinarkommission für zwei Spielzeiten die Durchführung von Transfers sowohl auf nationaler als auch auf internationaler Ebene untersagt. Zudem erhielt der Verein eine Geldstrafe in Höhe vom 40.000 Schweizer Franken. Dies ist die Folge seitens der FIFA festgestellter illegaler Nutzungen des Transferabgleichungssystems (TMS) entgegen dem Reglement der FIFA im Jahre 2012 durch Sud América wie auch die vier argentinischen Vereine Central Córdoba aus Rosario, Rosario Central, Independiente und Racing de Avellaneda. Die argentinischen Vereine hatten nach Feststellungen der FIFA sechs Spieler zu Sud América transferiert, die dort nur für einen kurzen Zeitraum zwischengeparkt wurden, aber nicht zum Einsatz kamen. Die Transfers erfolgten in dieser Form dabei aus nicht sportlichen Zwecken.
In der Apertura 2013 wurde man Elfter, in der Clausura 2014 Zwölfter. Damit belegte Sud América in der Jahresgesamttabelle der Saison 2013/14 den 12. Platz. Anstelle von Alejandro Apud übernahm zur neuen Spielzeit 2014/15 am 3. Juli 2014 der Argentinier Jorge Vivaldo das Traineramt bei den Montevideanern. Das Trainerteam ergänzen Jorge Casanova als Co-Trainer und Vivaldos Bruder Juan Martín Vivaldo als "Preparador físico".
Nach Abschluss der Saison 2015/16 wurde der 7. Platz der Gesamttabelle erreicht.

### Erfolge
- Meister der Segunda División: 1951, 1954, 1957, 1963, 1975, 1994, 2012/13
- Höchster Sieg der Vereinsgeschichte: 7:1-Heimspielsieg gegen Cerrito am 7. November 1954

## Trainerhistorie
- mind. 1958: Schubert Gambetta
- 1982: Roberto Perfumo
- 1993 bis 1995: Julio César Ribas
- 1996: Eduardo Acevedo
- Januar 2003 bis Juni 2003: Julio Acuña
- Januar 2007 bis Juni 2007: Edgardo Arias
- Domingo „Bombo“ Cáceres[13]
- August 2011 bis Anfang Juli 2014: Alejandro Apud
- 3. Juli 2014 bis Oktober 2015: Jorge Vivaldo (Argentinien)
- ab Mitte Oktober 2015: Julio Avelino Comesaña[14]
- April 2016 bis Oktober 2016: Julio Fuentes[15]
- seit Oktober 2016: José Galiana (Spanien)[16]

## Ehemalige Präsidenten
- Walter Raggio († 29. Dezember 2010)[17]

## Bekannte ehemalige Spieler
- Óscar Alsina
- Antonio Alzamendi
- Miguel Bossio
- Jorge Daniel Cardaccio
- Fernando Carreño
- Diego Guastavino
- Nicolás Massia
- Iván Pailos
- Eugenio Peralta Cabrera
- Julio Pérez
- Darío Rodríguez
- Aníbal Ruiz
- Vicente Sánchez
- Guillermo Sanguinetti
- Alcides "Cacho" Silveira
- Jorge Luis Siviero